# Lijst van nominaties voor de Grootste Belg (alfabetisch)
Dit is een lijst van nominaties voor de verkiezing van De Grootste Belg, in alfabetische volgorde.

## A
Ambiorix
Edward Anseele
Arno

## B
Leo Baekeland
Tom Barman
Auguste Beernaert
Ingrid Berghmans
Louis Paul Boon
Koning Boudewijn
Jeanne Brabants
Jacques Brel
Marcel Broodthaers
Pieter Bruegel de Oude
Cyriel Buysse

## C
Jozef Cardijn
Raymond Ceulemans
Hugo Claus
Kim Clijsters
John Cockerill
Hendrik Conscience
Rik Coppens

## D
Adolf Daens
Pater Damiaan
Christian de Duve
Pedro de Gante
Adrien de Gerlache de Gomery
Filips de Goede
Anne Teresa De Keersmaeker
Jan Decleir
Pierre Deligne
Paul Delvaux
Rembert Dodoens

## E
Koningin Elisabeth
Willem Elsschot
James Ensor
Desiderius Erasmus
Gaston Eyskens

## F
André Franquin
César Franck
Emile Francqui

## G
Isabelle Gatti de Gamond
Lieven Gevaert
Guido Gezelle
Raymond Goethals

## H
Hadewijch
Justine Henin-Hardenne
Hergé
Philippe Herreweghe
Victor Horta
Camille Huysmans

## J
Paul Janssen

## K
Fernand Khnopff
Keizer Karel V

## L
Julien Lahaut
Tom Lanoye
Orlandus Lassus
Georges Lemaître

## M
Maurice Maeterlinck
René Magritte
Dirk Martens
Hans Memling
Gerardus Mercator
Eddy Merckx
Gerard Mortier

## N
Amélie Nothomb

## P
Gabrielle Petit
Jean-Marie Pfaff
Peter Piot
Georges Pire
Henri Pirenne
Christoffel Plantijn
Marie Popelin
Ilya Prigogine

## Q
Adolphe Quételet

## R
Django Reinhardt
Gaston Roelants
Charles Rogier
Peter Paul Rubens

## S
Adolphe Sax
Briek Schotte
Raoul Servais
Georges Simenon
Marc Sleen
Ernest Solvay
Paul-Henri Spaak
Simon Stevin

## T
Jean 'Toots' Thielemans

## U
Mark Uytterhoeven

## V
Achiel Van Acker
Christine Van Broeckhoven
Frans Van Cauwelaert
Hugo van der Goes
Willy Vandersteen
Rogier Van der Weyden
Henry Van de Velde
Antoon van Dyck
Jan van Eyck
Paul Van Himst
Rik Van Looy
Marc Van Montagu
Dries Van Noten
Paul van Ostaijen
Jan van Ruusbroec
Rik Van Steenbergen
Constant Vanden Stock
Emile Vandervelde
Ferdinand Verbiest
Pierre-Théodore Verhaegen
Andreas Vesalius
Pascal Vyncke

## W
Jan Frans Willems
Pierre Wynants